# Кочегар

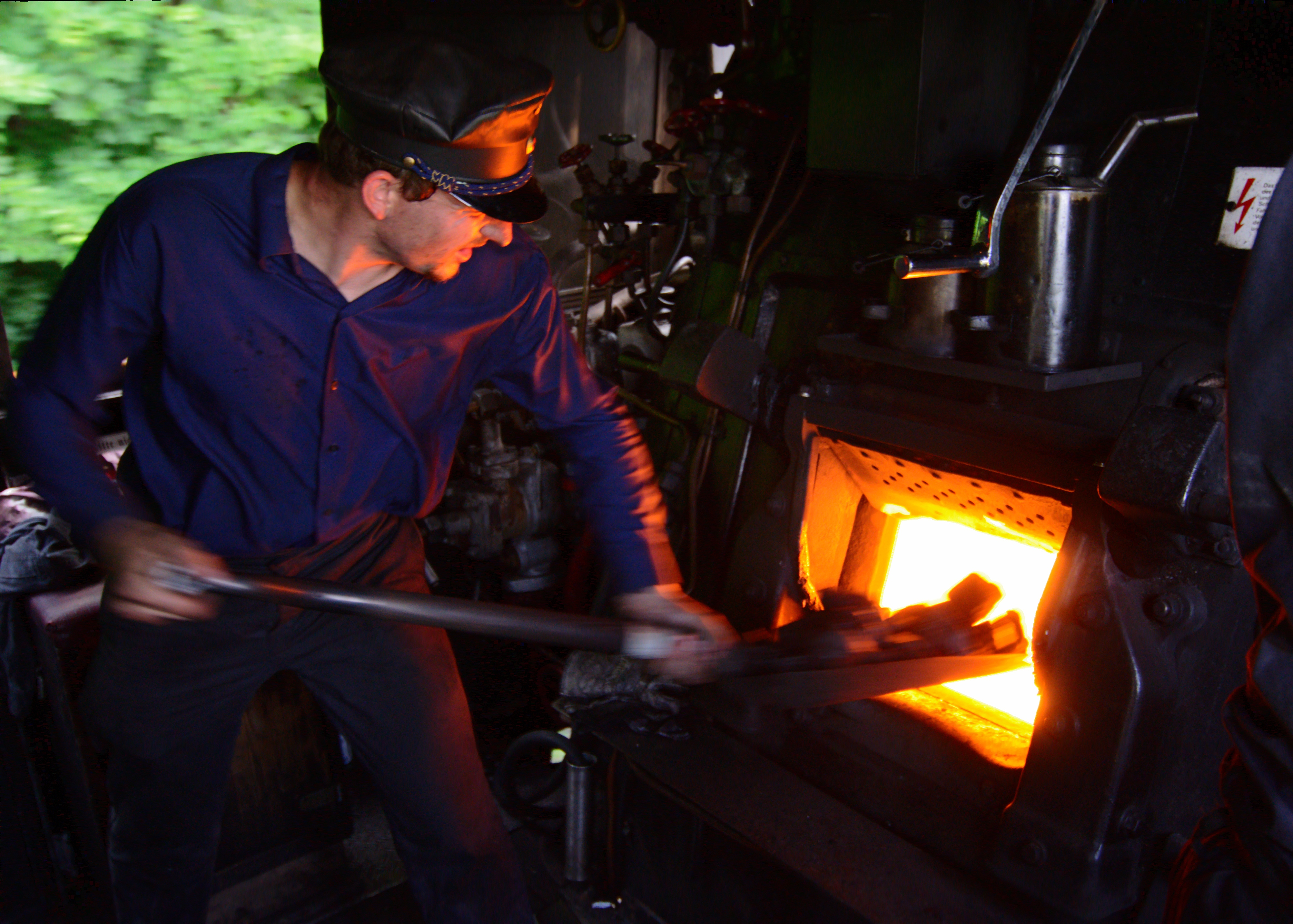
Паровозний кочегар

Кочега́р (від рос. кочегар, від ранішого *кочергар, пов'язаного з кочерга) — людина, що веде завантаження палива в топку локомотива, пароплава тощо. Кочегар також є відповідальним за чищення топки, продування котла, нагляд за арматурою і гарнітурою котлів, нагляд за живленням котла водою і виконує загальне спостереження за котлом і топкою.